# Gymnographopsis chilena
Gymnographopsis chilena är en lavart som beskrevs av C. W. Dodge. Gymnographopsis chilena ingår i släktet Gymnographopsis och familjen Graphidaceae.   Inga underarter finns listade i Catalogue of Life.